# ウインピー

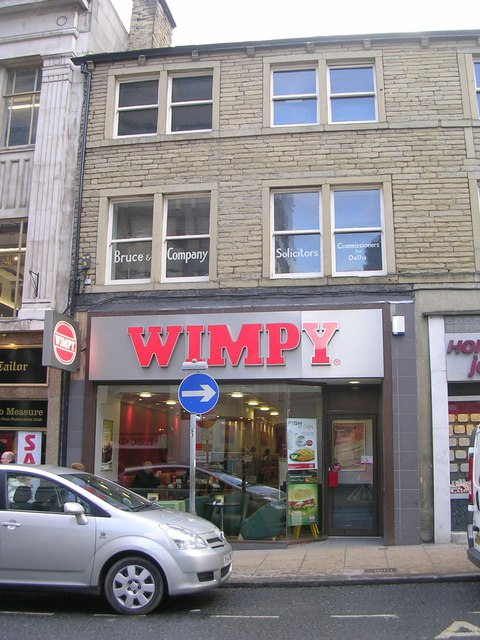
ウェスト・ヨークシャーのハダースフィールドに存在する店舗（2010年）

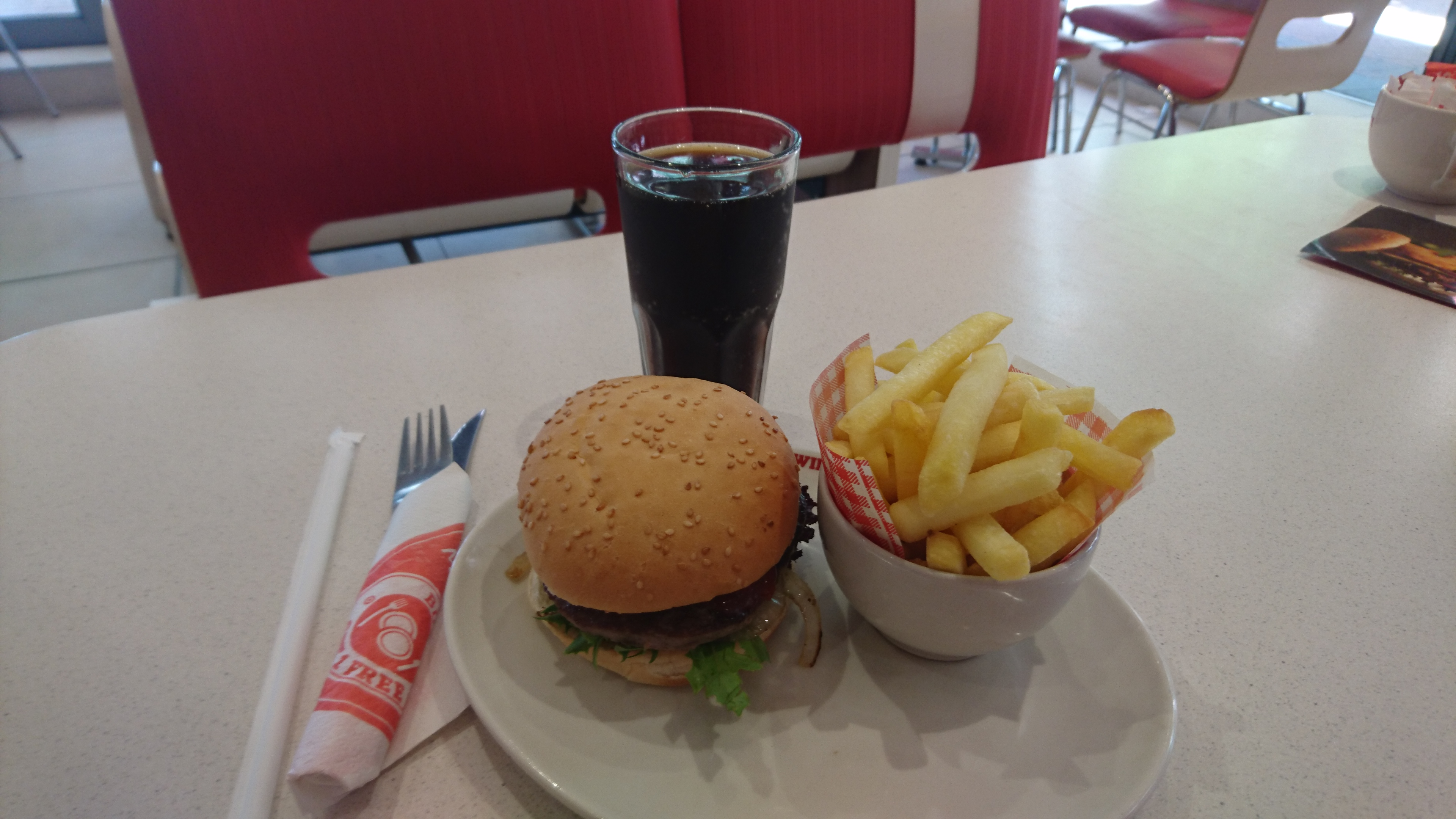
ウインピーのハンバーガーセット

ウインピー（英語: Wimpy）は、ファーストフードのレストランチェーン店。南アフリカ共和国ヨハネスブルグに本社を置いている。
日本にもハンバーガーチェーンとして日本国外から最初に進出した外食チェーン店として出店していたが、1998年に日本からは撤退した。

## 概要
1934年にエドワード・ゴールドにより、アメリカ合衆国インディアナ州ブルーミントンに「ウインピー・グリルズ」を開店する。ウインピーの店名は、漫画『ポパイ』に登場するハンバーガー好きのキャラクター、J.ウェリントン・ウィンピー（J. Wellington Wimpy）に由来する。ウィンピーは他のハンバーガーチェーンと比べてとても大きなハンバーガーやサンドイッチを販売しており、1939年には大きなハンバーガーの代名詞として「ウィンピーバーガー」が使われるようになっていた。また、アメリカ合衆国中西部にチェーン店を展開していった。1947年のシカゴ・トリビューン紙には、シカゴ周辺地域でウインピーのチェーン店が26店舗、累計で800万個のハンバーガーを売り上げていることが掲載されている。
1954年に、ゴールドはイギリスのレンストランチェーンであるJ.リヨンズ・アンド・カンパニーにイギリスにおける「ウインピー」のライセンスを売却した。1957年にはシカゴのウインピー・グリルズとJ.リヨンズが合弁し、「ウインピーズ・インターナショナル」が設立された。ゴールドの死後、経営はJ.リヨンズが一手に引き受けることになる。
2007年に、南アフリカ共和国ヨハネスブルクのフェイマス・ブランズに買収され、今日に至る。

## 日本進出と撤退
イギリスのウインピー社と食品会社の東食が提携し、東食ウインピーを設立（出資比率はウィンピー49、東食51）。1970年（昭和45年）12月、大阪心斎橋に日本のウインピー第1号店が開店したが、翌1971年（昭和46年）には閉鎖となっている。
フランチャイズ方式を強く推したのはイギリス側であったが、1970年（昭和45年）当時はフランチャイズ店方式が日本に馴染みが無く、良いオーナーを確保できなかったこと、イギリス・ウィンピー社の意向でナイフとフォークを使うスタイルでのハンバーガー提供を行ったこと、ハンバーガーそのものが日本社会になじんでいなかったことが、理由として挙げられる。なお、日本マクドナルドは日本側が主導となり、直営店方式をとっていた。
1992年（平成4年）には、ラッセルズ社（アメリカ合衆国）と新たに事業提携を行い、ハンバーガーチェーン「ラッセルズ」として再構築に努めるが、1998年（平成10年）に日本から撤退した。